# Obere Wümmeniederung
Die Obere Wümmeniederung ist ein Naturschutzgebiet in den niedersächsischen Gemeinden Königsmoor, Otter, Welle, Tostedt und Wistedt in der Samtgemeinde Tostedt im Landkreis Harburg und in der Stadt Schneverdingen im Landkreis Heidekreis.

## Allgemeines
Das Naturschutzgebiet mit dem Kennzeichen NSG LÜ 146 ist circa 1.607 Hektar groß. Davon entfallen rund 1.417 Hektar auf den Landkreis Harburg und rund 190 Hektar auf den Landkreis Heidekreis. Das Naturschutzgebiet ist fast vollständig Bestandteil des FFH-Gebietes „Wümmeniederung“. Nach Westen grenzt es an die Naturschutzgebiete „Ekelmoor“ und „Wümmeniederung mit Rodau, Wiedau und Trochelbach“, im Osten an das Naturschutzgebiet „Heidemoor bei Ottermoor“. Ein rund 1.415 Hektar großer Teil des Naturschutzgebietes war zum 2. November 1986 unter Naturschutz gestellt worden. Eine neue Naturschutzverordnung wurde am 28. März 2019 verabschiedet. Dabei wurde das Gebiet auf seine heutige Größe erweitert. Die neue Naturschutzverordnung trat am 1. Mai 2019 in Kraft. Zuständige untere Naturschutzbehörden sind die Landkreise Harburg und Heidekreis.

## Beschreibung
Das Naturschutzgebiet erstreckt sich südlich von Tostedt entlang der Wümmeniederung. Es umfasst mit Teilen der Wümmeniederung und angrenzender Geestbereiche ein Mosaik unterschiedlicher Biotoptypen. In den Niederungsbereichen sind Feuchtwiesen, Röhrichte und Seggenriede, Hochstaudenflure mit Mädesüß, Gilbweiderich, Wasserdost, Blutweiderich, Bruch- und Auwälder mit Schwarzerle und Esche als dominierende Baumarten zu finden. In der Krautschicht siedeln unter anderem Waldbingelkraut, Hexenkraut, Wechselblättriges Milzkraut, Winkelsegge, Sumpfpippau und Kleiner Baldrian.
Im Osten des Gebietes befindet sich mit dem Großen Torfmoor ein Hochmoorgebiet. Hier siedeln unter anderem verschiedene Torfmoose, Rundblättriger und Mittlerer Sonnentau, Schmalblättriges Wollgras, Schnabelsegge und Gagelstrauch. Feuchte Heiden und Moorheiden werden unter anderem von Glocken- und Besenheide, Moosbeere, Moorlilie und Lungenenzian gebildet. Ein Großteils des Moores wird von Moorwäldern aus Birken und Kiefern eingenommen.
Auf den höher gelegenen Randbereichen und Dünen stocken teilweise Kiefern-, Eichen- und Buchenwälder. Hier siedeln z. B. Schattenblümchen, Sauerklee, Siebenstern und Heidelbeere. Außerdem kommen hier Sandheiden, Sandmager- und Borstgrasrasen, unter anderem mit Borstgras, Sparriger Binse, Gedrängter Hainsimse, Hirsesegge und Fadenbinse, vor.
Die Wümme und ihre Nebenbäche können – teilweise nach Renaturierungs- und Restrukturierungsmaßnahmen – im Naturschutzgebiet weitestgehend naturnah fließen. Sie verfügen über flutende Wasservegetation unter anderem mit Wassersternen. Die Wümme wird vielfach von Gehölzen begleitet, an die sich teilweise Wälder anschließen.
Stillgewässer beherbergen Laichkraut- und Froschbissgesellschaften.
Große Teile des Naturschutzgebietes werden land- und forstwirtschaftlich als Grünland, Acker und Wirtschaftswald genutzt. Dazwischen befinden sich zahlreiche Brachflächen. Die Grünlandflächen rund um das Große Torfmoor sind vielfach feucht. Sie werden als artenreiche Grünlander extensiv genutzt. Die Moorflächen, die entwässert waren und durch Torfstiche verändert sind, wurden wiedervernässt und teilweise durch Entkusselungsmaßnahmen von Baumbewuchs befreit.
Das Naturschutzgebiet ist Lebensraum verschiedener Fische und Rundmäuler, Fledermäuse, Vögel, Reptilien und Amphibien sowie Insekten. In der Wümme sind unter anderem Groppe, Flussbarsch, Bachforelle, Gründling, Steinbeißer, Schlammpeitzger, Meerneunauge, Flussneunauge und Bachneunauge heimisch. Die Wümme und ihre Nebenbäche bieten dem Eisvogel, den Fledermäusen Wasserfledermaus und Teichfledermaus und den Libellenarten Grüne Flussjungfer, Gemeine Keiljungfer, Blauflügel-Prachtlibelle und Gebänderte Prachtlibelle einen geeigneten Lebensraum. Weiterhin ist der Fischotter im Gebiet heimisch.
Die Wälder im Naturschutzgebiet verfügen über einen hohen Alt- und Totholzanteil. Sie sind unter anderem Lebensraum verschiedener Fledermäuse wie Großes Mausohr, Großer Abendsegler, Kleiner Abendsegler und Fransenfledermaus sowie Vögel wie Schwarzspecht, Grünspecht, Kleinspecht, Hohltaube und Kleiber. Auch Rotmilan und Schwarzstorch sind hier heimisch, in den Auwäldern auch die Waldschnepfe.
Das Große Torfmoor beherbergt neben anderen Moorfrosch, Waldeidechse, Kreuzotter, Schwarze Heidelibelle, Torfmosaikjungfer, Große Moosjungfer und Kleine Moosjungfer. Auch der Kranich ist hier heimisch.
Die als Mähwiesen genutzten Bereiche beherbergen verschiedene Wiesenvögel wie Großen Brachvogel, Kiebitz, Wachtelkönig, Feldlerche, Schafstelze, Wiesenpieper und Braunkehlchen. Weiterhin sind hier verschiedene Heuschreckenarten wie Großes Heupferd und Kurzflüglige Schwertschrecke sowie verschiedene Schmetterlinge und andere Insekten, Wirbellose und Kleinsäuger heimisch.

## Bilder

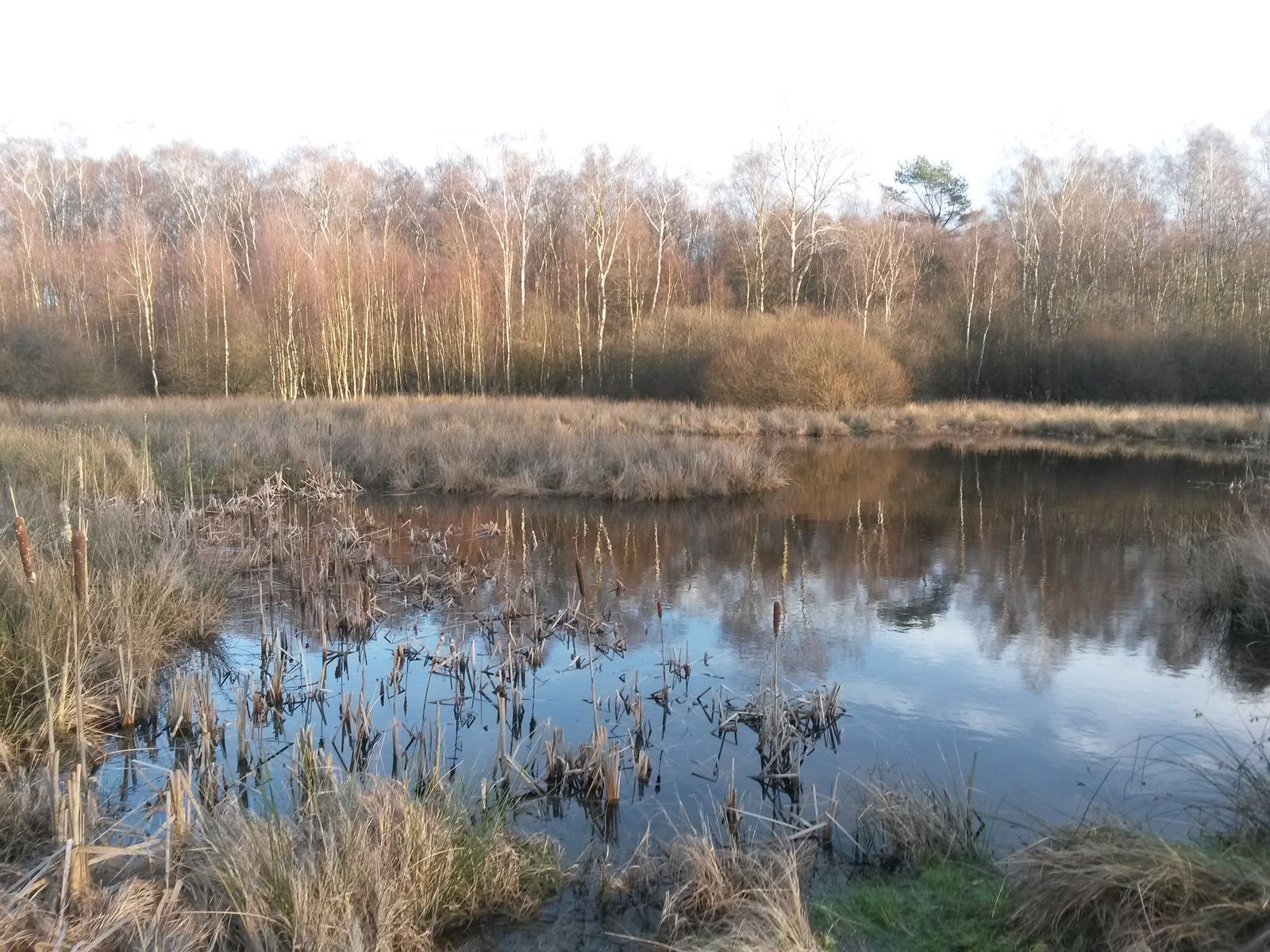
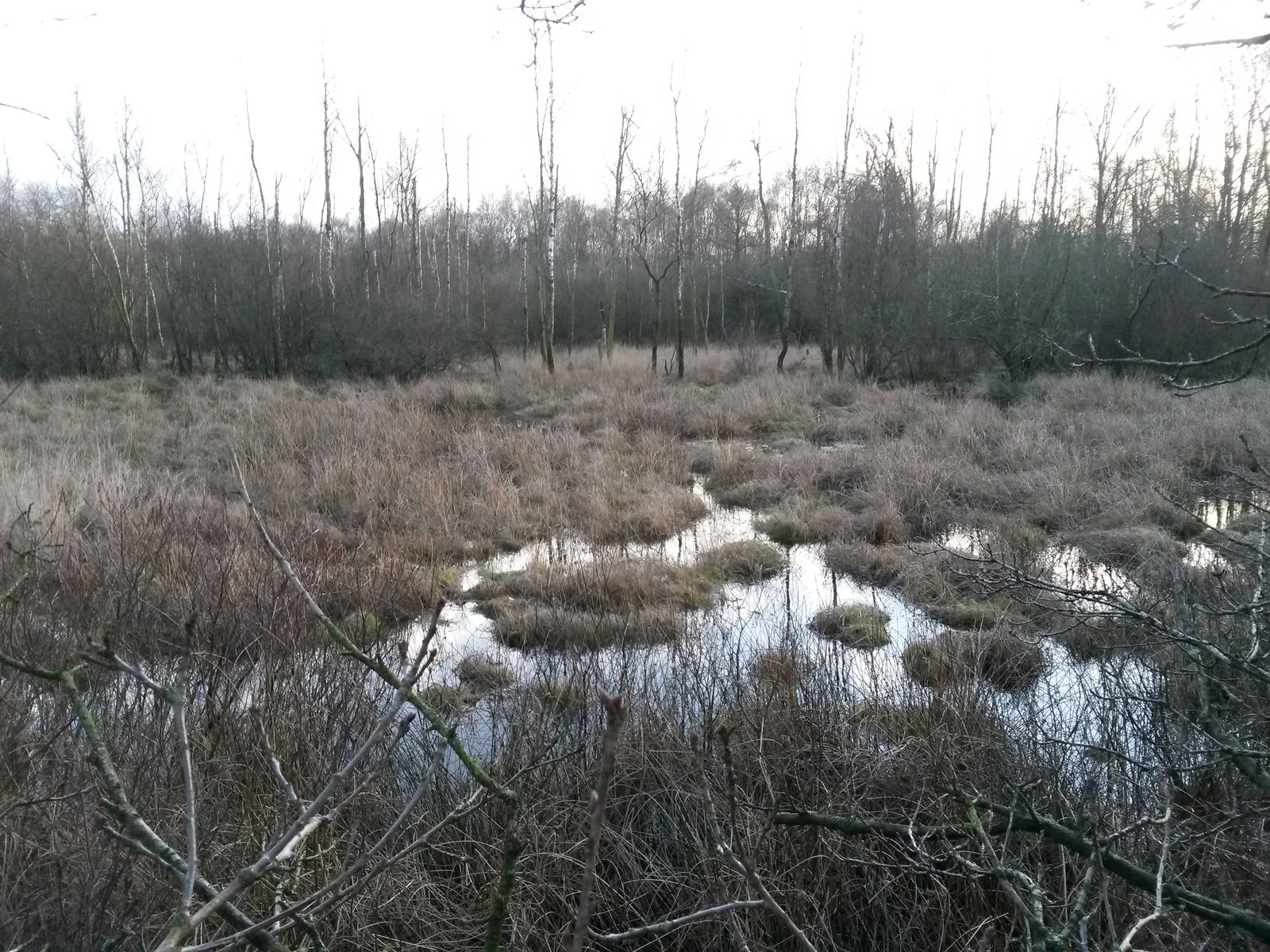
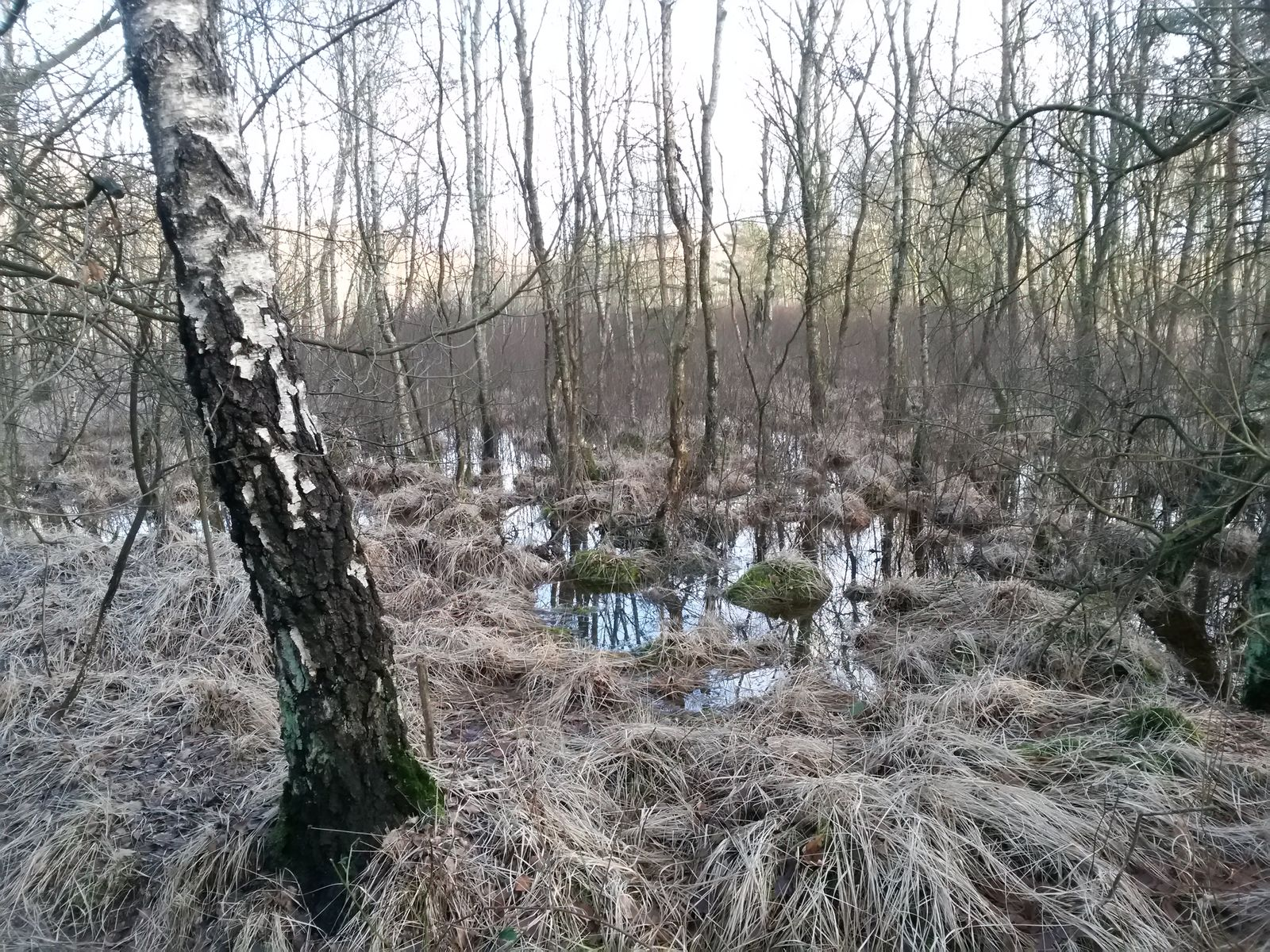
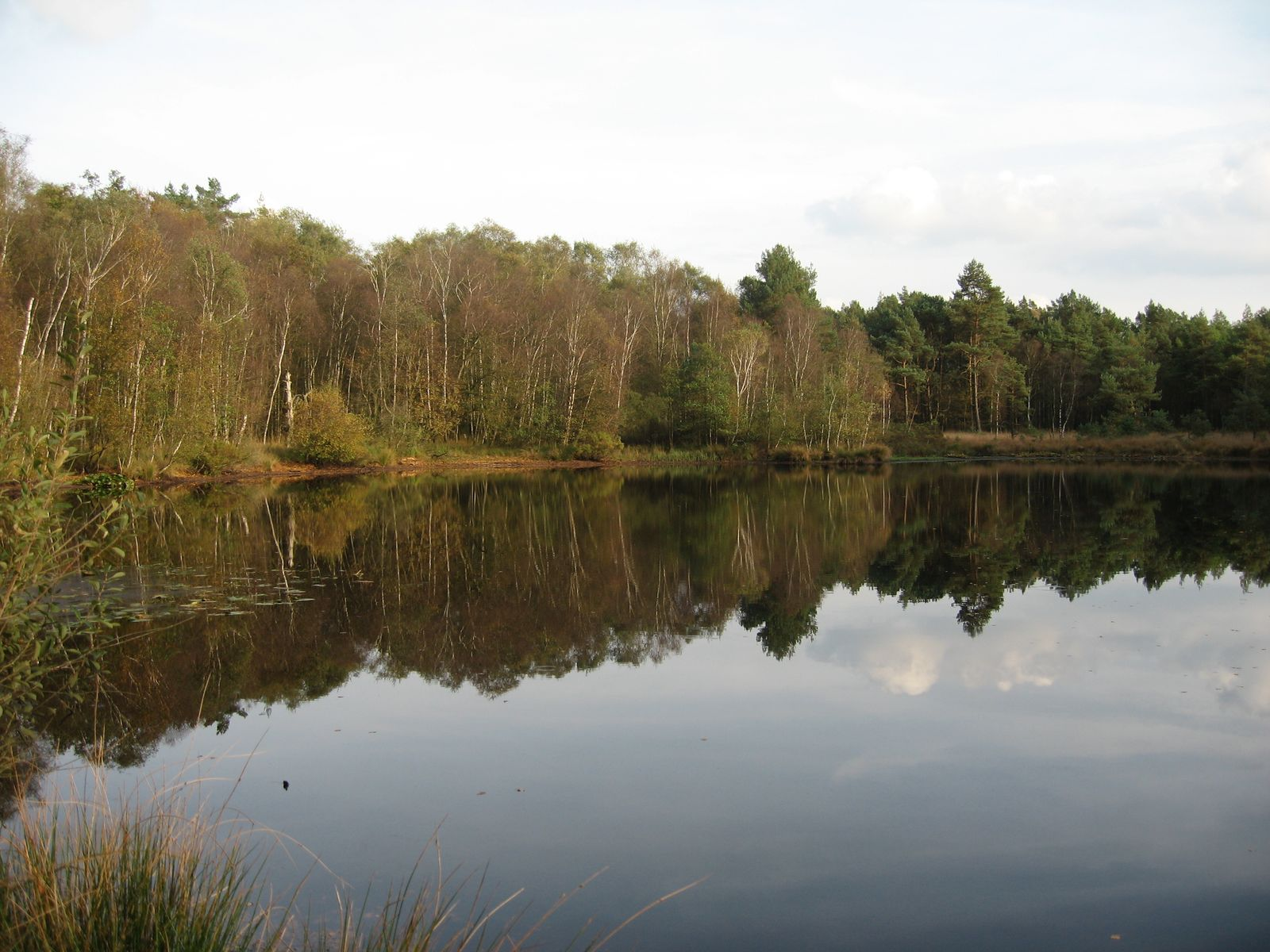